# Namambele
Der Namambele ist ein zentralafrikanischer Dolch. Er wurde hauptsächlich von den Mangbetu verwendet, doch auch benachbarte Ethnien verwendeten ähnliche Dolche.

## Beschreibung
Der Namambele hat eine zweischneidige Klinge; die Form kann blattförmig oder gerade sein. Manche Exemplare haben zierende Durchbrechungen in der Klinge. Das Griffstück besteht aus Holz. Es ist rund und am oberen Ende mit einem geschnitzten Menschenkopf verziert. Diese besondere Tradition der anthropomorphischen Darstellungen entwickelte sich um das Jahr 1900. Zwar gab es solche Formen bereits vor der Kolonialisierung Afrikas, aber die Nachfrage erhöhte sich durch europäische Kunstsammler drastisch. Die Dolche waren der herrschenden Mangbetu-Aristokratie vorbehalten. Männer trugen diese Dolche an ihren Gürteln als Schmuck und als Statussymbol. In der Regel stellte der Schmied die Klinge her, während ein Schnitzer für das Griffstück zuständig war. Die Gesamtlänge beträgt 20–40 cm.
Zierdolche mit geschnitzten Griffstück aus Elfenbein werden insbesondere den Budu zugeordnet. Gelegentlich kamen sich auch bei den Mangbetu, Nzakara, Bandia und Avungara-Azande vor
Gelegentlich wird berichtet, dass Dolche dieser Art bei Zirkumzisionen verwendet wurden.

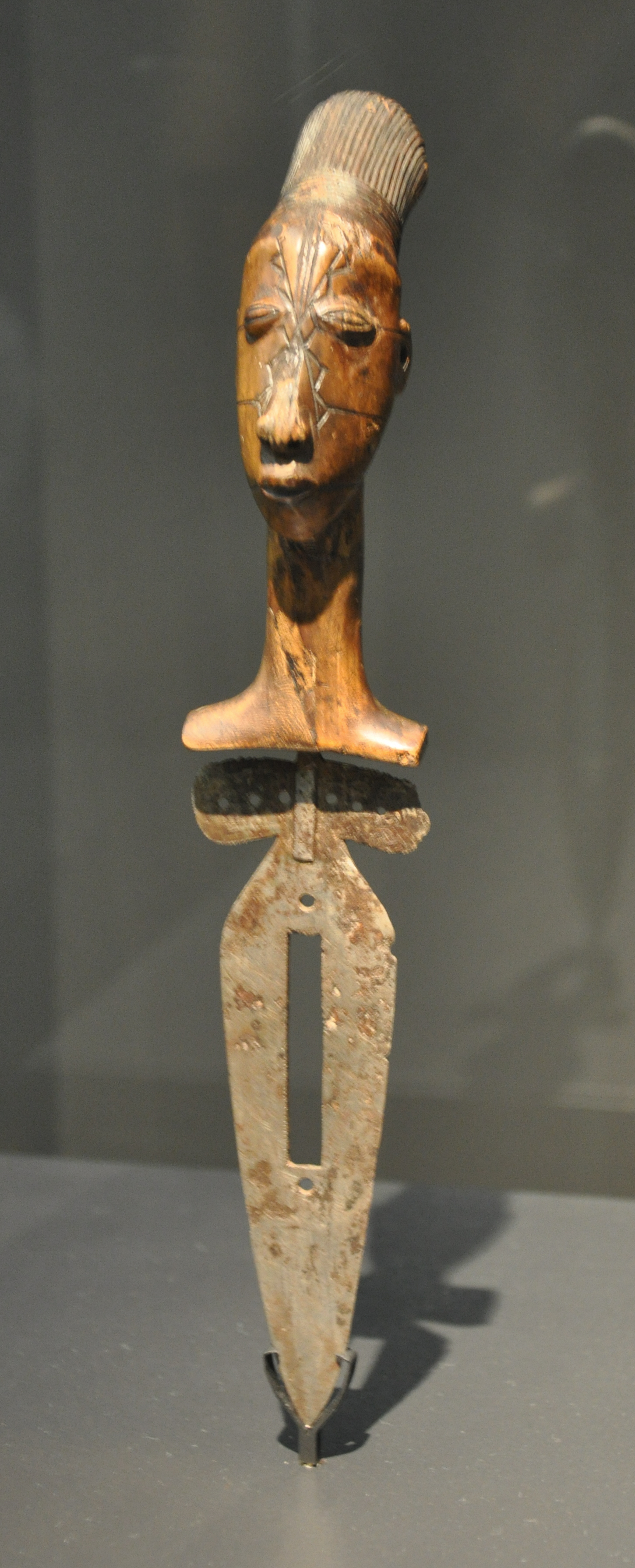
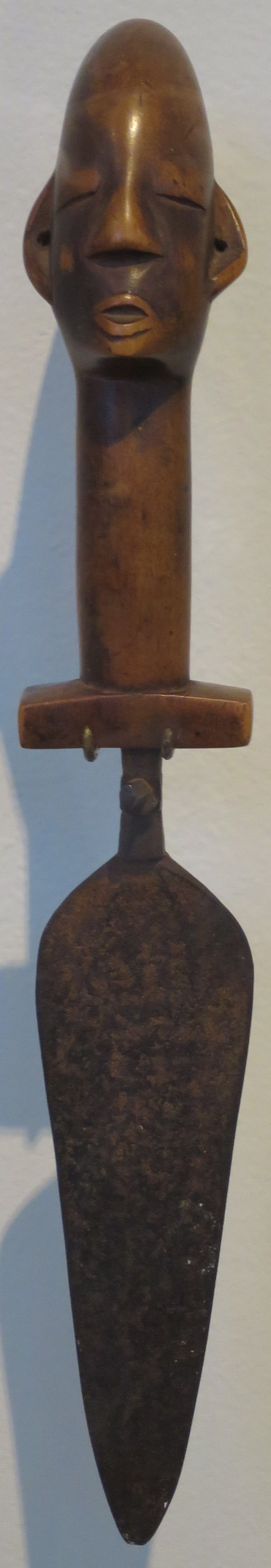
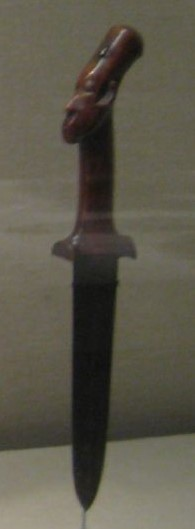